# Неймовірне життя Джуніпер Лі
Неймовірне життя Джуніпер Лі (англ. The Life and Times of Juniper Lee) — мультиплікаційний телесеріал виробництва США. Автор ідеї Джудда Вінником і спродюсований студією «Cartoon Network Studios». Серіал вийшов на телеканалі «Cartoon Network» 30 травня 2005 року. Показ серіалу припинився 9 квітня 2007 року. В Україні мультсеріал транслювався на каналі «Новий канал».